# ソフィア・ドドリーコ
ソフィア・ドドリーコ（Sofia D'Odorico、1997年1月6日 - ）は、イタリアの女子バレーボール選手。ポジションはアウトサイドヒッター。イタリア代表。

## 来歴
- クラブチーム

パルマノーヴァ出身。2012年、Volleyrò Casal de Pazzi入団。2013/14シーズンから3年間はClub Italiaでプレーした。2017/18シーズンはセリエA2のOlimpia Teodora Ravennaでプレーした。2018/19シーズンはPallavolo AZ Zambelli Orvietoでプレーした。2019/20シーズンはトレンティーノ・バレーへ移籍しセリエA1昇格に貢献し、2年間プレーした。2021年5月、Igor Gorgonzola Novaraへの移籍が発表され、セリエA1リーグ3位、イタリアカップで準優勝した。2022/23シーズンはメガボックス・オンドゥラティ・デルサビオ・ヴァッレフォリアと契約し、1年プレーした。2023年6月、Wash4Green Pineroloへの移籍が発表された。シーズン途中で怪我による手術のためチームを離れていたが、来季も同チームでプレーすることが発表された。
- 代表チーム

アンダーカテゴリーの代表として2013年、U-18欧州選手権で銀メダルを獲得した。同年、U-19世界選手権に出場した。2015年、プエルトリコで開催されたU-20世界選手権で銅メダルを獲得した。同年のU-23世界選手権に出場し6位となった。2021年、シニア代表に初選出され、同年の欧州選手権では金メダルを獲得した。2023年、ネーションズリーグに出場した。

## 球歴
- ネーションズリーグ - 2021年、2023年
- 欧州選手権 - 2021年

## 所属クラブ
- Volleyrò Casal de Pazzi（2012-2013年）
- Club Italia（2013-2016年）
- Igor Gorgonzola Novara（2016-2017年）
- LPM Pallavolo Mondovì（2017年）
- Olimpia Teodora Ravenna（2017-2018年）
- Pallavolo AZ Zambelli Orvieto（2018-2019年）
- Trentino Volley（2019-2021年）
- イゴール・ゴルゴンゾーラ・ノヴァーラ（2021-2022年）
- メガボックス・オンドゥラティ・デルサビオ・ヴァッレフォリア（2022-2023年）
- Wash4Green Pinerolo（2023-）